# Seothyra neseri
Espèce
Seothyra neseri est une espèce d'araignées aranéomorphes de la famille des Eresidae.

## Distribution
Cette espèce est endémique de Namibie.

## Publication originale
- Dippenaar-Schoeman, 1991 : A revision of the African spider genus Seothyra Purcell (Araneae: Eresidae). Cimbebasia, vol. 12, p. 135-160.